# Sebright
Sebright è una razza nana di pollo inglese, creata nel XIX secolo da Sir John Sebright, che le ha dato il proprio nome. È una delle razze più piccole di pollo, ed una delle più popolari nella categoria delle Bantam: rappresenta il tipico pollo ornamentale e da compagnia. Le varietà di colore sono caratterizzate da un'orlatura intorno ad ogni penna di colore diverso rispetto al resto del corpo. La Sebright è una razza unica: il maschio è privo del tipico piumaggio ornamentale dei galli, e questo lo rende molto simile alla femmina.

## Origini
L'allevatore inglese Sir John Sebright nell'800 si mise al lavoro con l'intenzione di creare una razza di polli nana che avesse due precise caratteristiche: il piumaggio orlato di nero e la struttura delle penne simile tra maschi e femmine. Non è ancora chiaro quali razze abbia usato a tale scopo, ma ha indubbiamente ottenuto il risultato sperato con successo.

## Caratteristiche morfologiche
Tra le razze pure dotate di uno standard, la Sebright è una delle più piccole e minute, visto che questi uccelli pesano intorno ai 550 gr. IL particolare che colpisce e che rende questa razza unica, è l'assenza delle penne ornamentali maschili nel gallo, il quale presenta un piumaggio simile a quello della femmina; in questo modo anche nel piumaggio maschile l'orlatura appare ben definita e perfetta.
Il collo è graziosamente inclinato all'indietro e la testa, corta e rotonda, è dotata di una cresta a rosa la cui protuberanza appuntita si allunga leggermente all'indietro. La faccia è rosso viva, particolarmente intensa e purpurea nelle femmine. I bargigli sono rossi, lisci e arrotondati. Gli occhi sono grandi, prominenti, vivaci e di colore marrone molto scuro. Gli orecchioni sono rossi. Il becco è corto e forte.
Il dorso è molto corto, e il petto prominente e portato con fierezza. La coda è portata alta, sopra la linea del dorso, ed è ben aperta, formando un angolo di 70° in entrambi i sessi. Ogni penna in questi polli è larga e rotonda.
Le ali sono abbastanza lunghe e portate cadenti lungo i fianchi, senza sfiorare il terreno. Le zampe sono sottili e di colore ardesia. Il peso è massimo di 738 gr per il maschio e di 625 gr per la femmina.

## Colorazioni
Le varietà originali della Sebright sono la Oro orlato nero e l'Argento orlato nero, che sono ancora le più famose e allevate. Nel corso del XX secolo sono state selezionate altre varietà, la Camoscio orlato bianco e la Limone orlato nero; sono state create perfino una varietà Bianca e una Nera, che tuttavia sono molto rare, probabilmente perché prive dell'orlatura tipica della razza, e quindi non hanno attirato l'attenzione degli allevatori.

### Galleria d'immagini

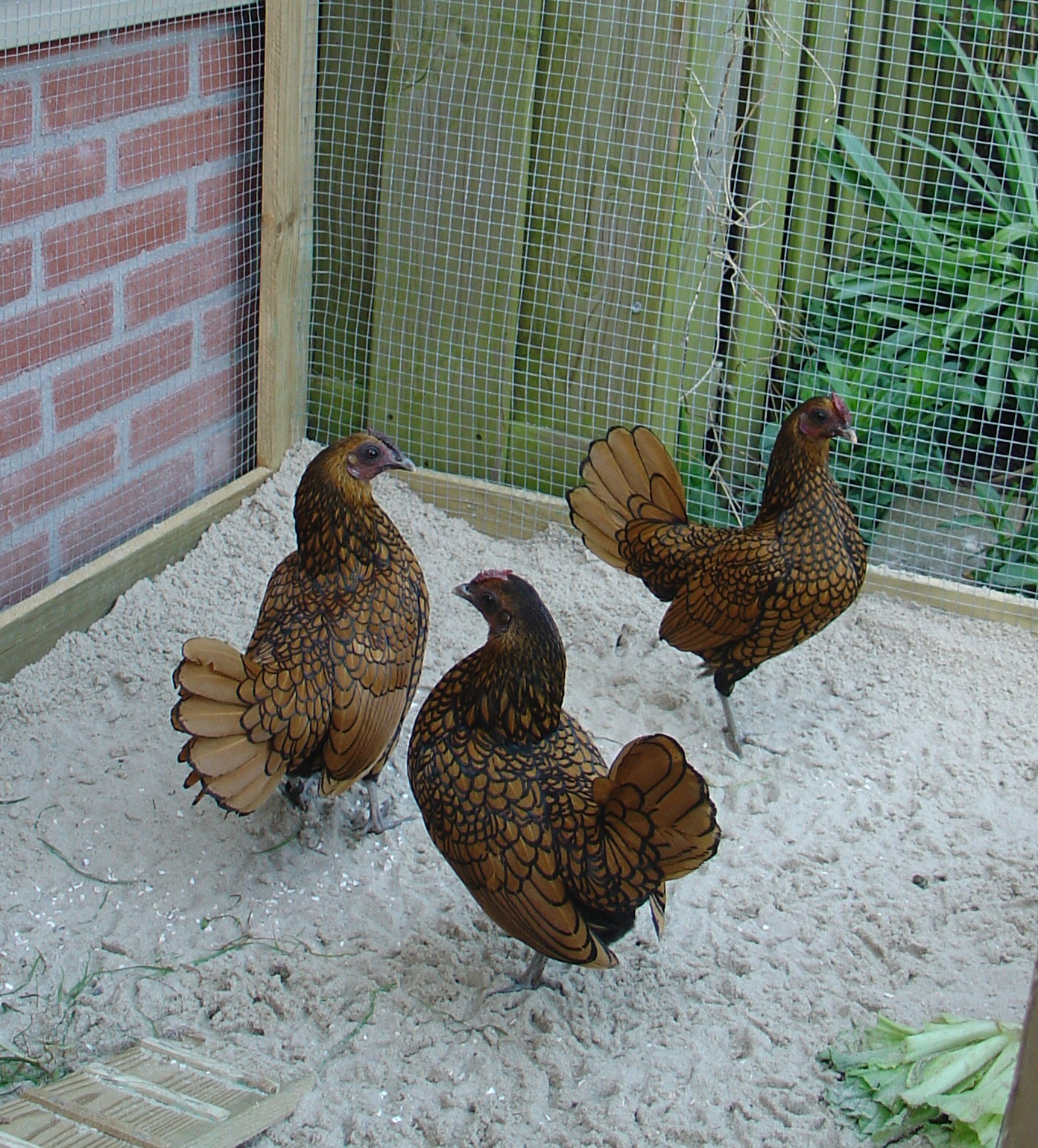
Galline Sebright Oro orlato nero in voliera.
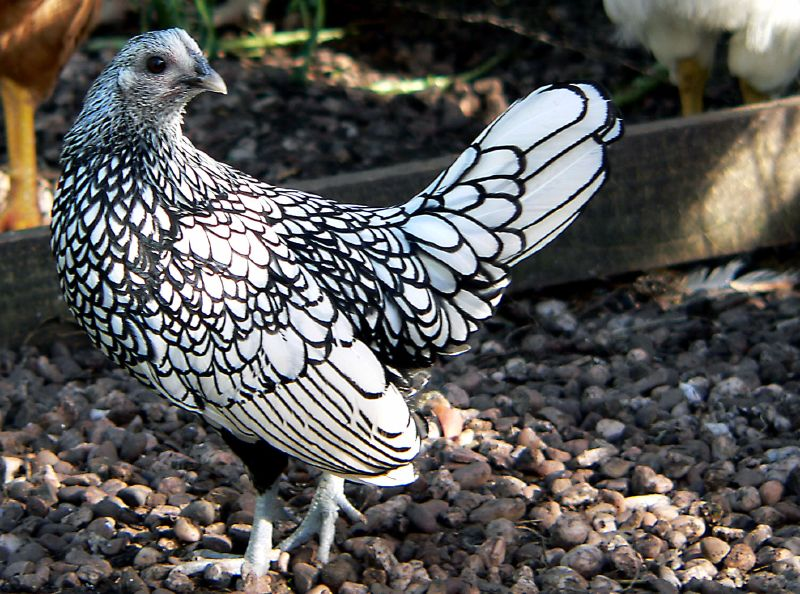
Gallina nella varietà Argento orlo nero.
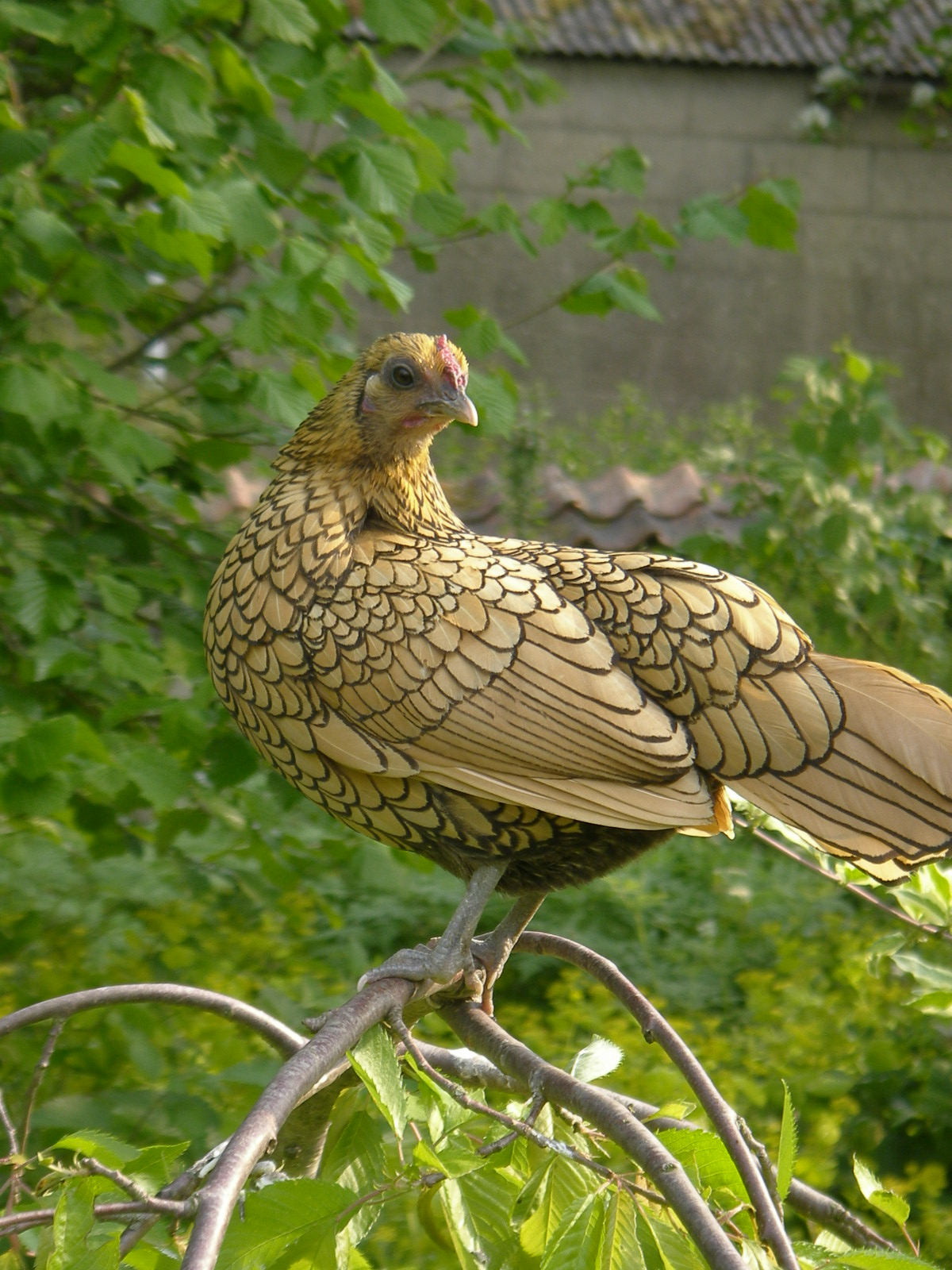
Gallina nella varietà Limone orlo nero.
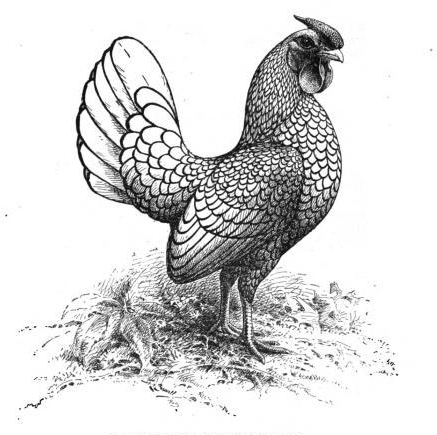
Standard di perfezione del 1905 dell'APA di un gallo Sebright.
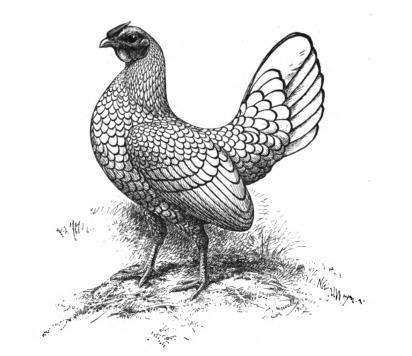
Standard di perfezione del 1905 dell'APA di una gallina Sebright.

## Qualità
Si tratta di tipici polli da compagnia e sono perfetti come uccelli ornamentali da giardino, anche se si addomesticano gradualmente, essendo animali molto vivaci e attivi. La riproduzione di questi polli è piuttosto difficile, in quanto il gallo si attiva sessualmente solo durante la bella stagione e la gallina è una scarsa ovaiola. Inoltre si tratta di soggetti molto vulnerabili alla malattia di Marek, per cui è indispensabile vaccinare i pulcini al primo giorno di nascita. Sono polli abbastanza tolleranti, quindi è possibile allevare anche più galli insieme se si dispone di un buon numero di femmine, e possono coabitare anche soggetti di varie età. Le uova sono bianche e molto piccole.